# یاوور (نووی پازار)
یاوور (به صربی: Javor) یک منطقهٔ مسکونی در صربستان است که در نووی پازار واقع شده‌است.